# Mörk
A Mörk egy soul/funk alapú zenekar (öndefiníció szerint pszichedelikus soul), amely 2016-ban alakult meg. Húzós, groove-os, nehezen meghatározható stílusú, angol nyelvű zenéjében – ahogy maguk megfogalmazták – „túl kapós dallamok vannak ahhoz, hogy jazz legyen, túl eklektikus a pophoz, túl groovy az indie-hez, túl trippes a funkhoz, túl mély egy partira. És túl fura ahhoz, hogy komolyan vegyük”.

## Története
A bemutatkozó, igazi eklektikus stíluskavalkádot felvonultató albumukat (You Are Free To Choose, 2016) a SilverHill stúdióban vették fel, Vígh Arnold hangmérnök felügyelete mellett (ő volt a lemez összes dalának producere, a keverés és a maszterelés is neki köszönhető). A Mörk 2015-ben már a Generállal turnézott, majd 2016-ban és 2017-ben már olyan együttesek előtt melegíthette a közönséget a Budapest Parkban, mint az Irie Maffia vagy a Margaret Island. 2017-ben részt vettek a Nagy-Szín-Pad tehetségkutatón, a döntőben pedig nagy sikert arattak, úgy hogy az énekes Zentai Márk hangszálgyulladás miatt nem tudott énekelni. Ezt követte egy turné (még ebben az évben) Lengyelországban és a Baltikum országaiban, emellett felléptek az  Eurosonic fesztiválon.
2018-ban egy háromszámos EP-vel (SuperSize Live Sessions) indították, majd az év végén jelent meg a morbid című, a korábbiaknál visszafogottabb, Jim Macrae által producerelt The Death Of Mörk, amit aztán 2019 húsvétján (feltámadáskor) a The Resurrection Of Mörk követett. Utóbbi vitalitását két remek élő felvétel (Nutella, You And Me) fokozta. A két EP The Death and Resurrection of Mörk néven is kijött az együttes harmadik lemezeként.
Németországba – a Hangfoglaló program támogatásával – többször is visszatérhettek turnézni, olyan fesztiválokon léphettek fel, mint az Elbjazz vagy a Leverkusener Jazztage, valamint példaképük, Jamie Cullum előzenekarként hívta őket. 2019-ben Fonogram- és Artisjus-díjat nyertek, utóbbit Az év junior könnyűzenei alkotója kategóriában. 2019 óta minden évben fellépnek a Művészetek Palotájában.
A korábban az albumformátumban hívő zenekar 2021-ben némi meglepetésre dalonként kezdte kiadni új lemezét, sorrendben a Like A Bird, az If Our Love, a Going Too Far, az All Alone és a Baby jelentek meg a régen várt új lemez neosoul stílusú In The Golden Hour előtt.
Novai Gábor 2021-ben távozott a zenekarból, hogy szólóprojektjére koncentráljon. A Mörk új billentyűse Ocsovay Damján lett.
A zenekar 2024-ben közleményt adott ki, melyben bejelentették, hogy a Still Dreamin'  névre hallgató lemez lesz az utolsó felvétel amit kiadnak, mint Mörk-album. A novemberi A38-as albumbemutatóval és az őszi, vidéki koncertekkel elbúcsúzva a Mörk végleg megszűnt ebben a formájában, a zenekar tagjai azonban nem zárkóztak el attól, hogy később együtt dolgozzanak, zenéljenek.

## Diszkográfia

### Stúdióalbumok
- You Are Free to Choose (2016)
- In the Golden Hour (2021)
- Still Dreamin' (2024)

### KislemezekésEP-k
- SuperSize Live Sessions (2018)
- The Death of Mörk (2018)
- The Resurrection of Mörk (2019)
- Like a Bird (2021)
- If our love (2021)
- Going too far (2021)
- All Alone (2021)
- Baby (2021)
- Towards the Sun (2024)
- Astral Visions (2024)
- Dromedar (2024)
- Sweet (2024)
- Only Mine (2024)